# روري أ. كوبر
روري أ. كوبر (بالإنجليزية: Rory A. Cooper)‏ هو مهندس أمريكي، ولد في 9 نوفمبر 1959 في لوس أنجلوس في الولايات المتحدة.